# Мородвис
Мо́родвис (мак. Мородвис) — село у Північній Македонії, яке входить до общини Зрновці, що в Східному регіоні країни.
Громада складається з — 549 осіб (перепис 2002) і самі лише македонці. Село розкинулося в передгірській місцевості (середні висоти — 410 метрів) у підніжжі гори Плачковиця.